# Judy Playfair
Judith „Judy“ White Playfair (* 14. September 1953 in Sydney) ist eine ehemalige australische Schwimmerin. Sie erschwamm bei Olympischen Spielen eine Silbermedaille.

## Sportliche Karriere
Die 1,62 Meter große Judy Playfair schwamm für den Bondi Ladies ASC.
Bei den Olympischen Spielen 1968 in Mexiko-Stadt qualifizierte sich die australische 4-mal-100-Meter-Lagenstaffel mit Lynne Watson, Judy Playfair, Lynette McClements und Lynette Bell mit der schnellsten Vorlaufzeit für das Finale. Im Endlauf traten die Vereinigten Staaten mit vier Schwimmerinnen an, die im Vorlauf nicht dabei gewesen waren. Die US-Staffel siegte mit 1,7 Sekunden Vorsprung vor den Australierinnen mit Watson, Playfair, McClements und Janet Steinbeck. Gemäß den bis 1980 gültigen Regeln erhielten Schwimmerinnen, die nur im Staffelvorlauf eingesetzt wurden, keine Medaille. Über 100 Meter Brust belegte Judy Playfair im Halbfinale den 13. Platz. Über 200 Meter Brust wurde Playfair 13. der Vorläufe. Hier gab es kein Halbfinale, nur die besten acht Schwimmerinnen der Vorläufe erreichten den Endlauf.